# Петре, Джон, 18-й барон Петре
Джон Патрик Лайонел Петре, 18-й барон Петре (англ. John Patrick Lionel Petre, 18th Baron Petre; родился 4 августа 1942 года) — британский пэр и землевладелец, лорд-лейтенант Эссекса, сменивший Робина Невилла, 10-го барона Брейбрука, в 2002 году.

## Биография
Джон Петре родился 4 августа 1942 года в семье Джозефа Петре, 17-го барона Петре, и Маргариты Гамильтон, дочери Иона Вентворта Гамильтона из Вествуда, Неттлбед, Оксфордшир. Он получил образование в Итоне и в Тринити-колледже в Оксфорде. После смерти отца 1 января 1989 года Джон стал 18-м бароном Петре.
Барон занимал должность заместителя лейтенанта Эссекса в 1991 году. Он покровительствует ряду местных организаций, является командором почтенного ордена Госпиталя Святого Иоанна Иерусалимского и рыцарем-командором Королевского Викторианского ордена с 2016 года.
16 сентября 1965 года Петре женился на Марсии Гвендолин Пламптон, единственной дочери Альфреда Пламптона из Портсмута. В этом браке родились трое детей:
- Доминик Уильям (9 августа 1966)[5];
- Марк Джулиан Петре (7 ноября 1969—2004)[5];
- Клэр Хелен Петре (24 ноября 1973), жена Ибрагима Азима[5].

Лорд Петре живет недалеко от Челмсфорда. Его родовое поместье находится в Ингатстоун-Холле, где живет его сын и наследник Доминик со своей семьей.